# بلدة وودبريدج (ميشيغان)
وودبريدج (بالإنجليزية: Woodbridge Township, Michigan)‏ هي بلدة تقع بولاية ميشيغان في الولايات المتحدة. تبلغ مساحتها 77.9 (كم²)، وترتفع عن سطح البحر 308 م، بلغ عدد سكانها 1337 نسمة في عام تعداد الولايات المتحدة 2000 حسب إحصاء مكتب تعداد الولايات المتحدة وتصل الكثافة السكانية فيها 17.2 نسمة/كم2.

## أعلام
- ويليام بوون

## وصلات خارجية
- The US50 - Cities and Towns in Michigan State
- Michigan Cities and Towns, Facts, Map, Flag, Colleges, Government, and More